# Training Within Industry
Training Within Industry - TWI és un programa de desenvolupament per a supervisors de planta, l'objectiu del qual és augmentar la seva preparació per tal que puguin desenvolupar eficaçment les seves tasques de supervisió de la producció. Els cursos TWI desenvolupen les habilitats d'instruir els treballadors, d'establir-hi unes bones relacions i l'habilitat de millorar mètodes preexistents. El TWI és la base del Lean Manufacturing.

## Història
El Programa Training Within Industry fou desenvolupat als Estats Units durant la 2a Guerra Mundial. Fou impulsat pel govern federal per a donar resposta a les necessitats de l'exèrcit, que havien augmentat enormement. La indústria es va veure obligada a incrementar la producció, al mateix temps que anava perdent als treballadors amb experiència que foren cridats a files. En aquella situació les empreses es van veure obligades a contractar personal no qualificat, com joves i dones, que fins llavors mai havien treballat en la indústria. Aquell va ser el moment de la incorporació massiva de les dones en la indústria nord-americana. Per al desenvolupament del Programa el govern nord-americà va contractar a experts que provenien de la indústria i coneixien de primera mà les necessitats d'aquesta. Aquests experts van treballar per crear el Programa Training Within Industry (Entrenament en la Indústria), amb l'objectiu de desenvolupar al més aviat possible els nous supervisors intermedis, perquè poguessin contribuir en l'augment de la productivitat i així fer front a les necessitats urgents causades per la guerra. Després de la guerra el programa es deixà de banda en els Estats Units. Una de les possibles raons és que la necessitat immediata desaparegué, ja que els treballadors qualificats van tornar als llocs de treball que ocupaven abans de la guerra. Els experts també comenten que el TWI fou vist com una pràctica per als temps de guerra i no com una pràctica industrial permanent.
Als anys 40 el TWI va ser introduït al Japó pels experts nord-americans, amb l'objectiu d'ajudar en la reconstrucció de la indústria japonesa. Toyota va adoptar el TWI el 1951. El Programa TWI va ser, juntament amb les idees de William Edwards Deming, una de les bases per al futur Toyota Production System. El TWI va tenir una influència directa en el desenvolupament del Treball Estandarditzat (Standard Work) i el de la "millora contínua" o Kaizen a Toyota. La Instrucció del Treball del TWI va ser el mètode usat en NUMMI -la primera planta conjunta de Toyota i General Motors als Estats Units- per formar els treballadors, segons va explicar John Shook, l'actual president del Lean Institute, en la seva presentació en el primer TWI Summit el 2007 a Orlando, EUA.

## Estructura del Programa TWI
El Programa TWI desenvolupa 3 habilitats en 3 cursos destinats a supervisors de planta, "team leaders" o qualsevol persona que en algun moment supervisi el treball d'altres.
- Habilitat d'Instrucció - Curs d'Instrucció del Treball - IT- (Job Instruction);
- Habilitat per establir unes bones relacions amb els treballadors - Curs de Relacions de Treball - RT - (Job Relations);
- Habilitat de Millora de Mètodes - Curs de Mètodes de Treball - MT - (Job Methods).

### Instrucció del Treball - IT - (Job Instruction)
"Instrucció del Treball" és un curs de 10 hores que ensenya als participants a formar seguint un mètode estructurat, perquè els treballadors aprenguin ràpidament com fer la feina correctament, amb seguretat i consciència.
La formació en les tasques del lloc, segons el mètode d'instrucció del Treball, permet:
- Reduir el malbaratament, els rebuigs i els repassos (millora de qualitat);
- Reduir els danys produïts tant a la maquinària com a les eines;
- Reduir els accidents a la feina;
- Agilitzar les incorporacions de nous treballadors;
- Aconseguir que els treballadors facin la feina de la mateixa manera ("estandardització");
- Facilitar la mobilitat entre el diferents llocs de treball (polivalència).

L'aplicació del mètode TWI - IT ajuda a eliminar les conseqüències de la formació deficient i els freqüents errors en la formació dels treballadors.

### Relacions de Treball - RT - (Job Relations)
"Relacions de Treball" és un curs de 10 hores que ensenya als participants a resoldre els problemes en planta relacionats amb les persones. El mètode ajuda a construir unes relacions positives amb els treballadors i entre ells.
Els participants aprenen:
- Les bases per a establir unes bones relacions a la feina;
- Guanyar-se la lleialtat i la cooperació per part dels treballadors;
- Prevenir els conflictes entre treballadors;
- Un mètode eficaç per a solucionar els problemes (recopilar els fets, valorar-los, prendre decisions, actuar i comprovar els resultats de l'actuació).

### Mètodes de Treball - MT - (Job Methods)
"Mètodes de Treball" és un curs de 10 hores que ensenya als participants a millorar els seus mètodes fent un ús millor dels recursos humans, de la maquinària i dels materials disponibles, per fabricar més productes, de millor qualitat i en un temps menor.
Els participants aprenen a:
- Dividir el treball en operacions;
- Qüestionar-se cada detall del procés de manera sistemàtica per poder generar idees de millora;
- Presentar les propostes de millora de manera breu i clara a la direcció.

Aquest mètode ajuda en la millora dels mètodes existents amb la implicació dels treballadors de planta, disposant dels seus coneixements i de la seva experiència.

### Programes addicionals
Seguretat durant la Feina: ST – (Job Safety)
Seguretat durant la Feina és un curs de 10 hores que ensenya als participants un mètode per analitzar les cadenes d'eventualitats que condueixen a accidents i situacions perilloses, permetent la seva prevenció. Aquest programa actua de forma complementària als coneixements i responsabilitats en matèria de Seguretat. Els participants aprenen:
- Un enfocament proactiu en la detecció de riscs
- A buscar i eliminar les causes dels accidents abans que aquests passin
- A establir i mantenir una cultura efectiva de prevenció de riscs

El mètode capacita els caps per involucrar els treballadors de planta en la detecció de riscs, compartint experiències per facilitar l'aprenentatge.
Resolució de Problemes: RP – (Problem Solving)
Resolució de Problemes és un curso de 10 hores que ensenya als participants un mètode per resoldre els problemes que han d'afrontar cada dia als seus llocs de treball. Amb aquest propòsit, el programa de Resolució de Problemes integra en un sol pla els mètodes contrastats dels tres mòduls principals del TWI. Els participants aprenen a:
- Resoldre els problemes basant-se en el procés de 4 passos de Resolució de Problemes
- Analitzar i identificar les causes primàries dels problemes
- Utilitzar les habilitats d'Instrucció de Treball, Relacions de Treball i Millora de Mètodes per resoldre els problemes

El mètode ajuda a trobar solucions a problemes diaris, a prioritzar i realitzar acció correctora, i a comprovar i avaluar els resultats.

## TWI a Espanya
Cap a l'any 1963 el Servicio Nacional de Productividad Industrial del Ministeri d'Indústria va convocar un concurs per a formar Instructors en Formació de Supervisors. Es tractava de l'adaptació a Espanya del Programa TWI americà. En l'actualitat nombroses empreses han implantat TWI en les seves plantes espanyoles. Des de l'any 2007 el Instituto TWI, amb seu a Catalunya, està desenvolupant projectes a la Península Ibèrica, implantant TWI a empreses industrials o de serveis.